# Tradicionalno kinesko pismo
Tradicionalno kinesko pismo ili tradicionalni kineski znakovi jesu standardni skup kineskih znakova koji se koriste za pisanje kineskih jezika. Tradicionalne znakove u Tajvanu regulira Ministarstvo obrazovanja i standardizirani su normom Standardni oblik nacionalnih znakova. Ti oblici bili su dominantni u pisanom kineskom jeziku do sredine 20. stoljeća, kada su mnoge zemlje koje koriste kineske znakove počele standardizirati pojednostavljene skupove znakova, često uključujući znakove koji su već postojali i bili dobro poznate varijante prevladavajućih oblika.
Pojednostavljeni znakovi prema standardu Narodne Republike Kine pretežno se koriste u kontinentalnoj Kini, Maleziji i Singapuru. Pojam tradicionalni ustvari je retronim koji se počeo primjenjivati na nepojednostavljene oblike nakon što su pojednostavljeni znakovi ušli u široku uporabu. Tradicionalni znakovi obično se koriste u Tajvanu, Hong Kongu i Makau, kao i u većini prekomorskih kineskih zajednica izvan jugoistočne Azije. Što se tiče drugih jezika, japanski kanji uključuju mnoge pojednostavljene znakove poznate kao shinjitai, standardizirane nakon Drugog svjetskog rata, ponekad različite od njihovih pojednostavljenih kineskih pandana. Korejski hanja, koji se još uvijek u nekoj mjeri koriste u Južnoj Koreji, ostali je gotovo identični tradicionalnim znakovima, s uglavnom stilskim varijacijama između tih dvaju oblika.
Kroz povijest se vodila rasprava o tradicionalnim i pojednostavljenim kineskim znakovima. Budući da su pojednostavljenja prilično sustavna, moguće je prebacivati računalno kodirane znakove iz tradicionalnih u pojednostavljene i obrtno, a glavni problem su dvosmislenosti u pojednostavljenim oblicima koje proizlaze iz spajanja prethodno različitih oblika znakova. Mnoge kineske mrežne novine omogućuju korisnicima prebacivanje između tih skupova znakova.